# 烈火-3弹道导弹
烈火-3是印度自行研发的射程为3500公里的遠程弹道导弹，为“烈火-2遠程彈道飛彈”的后继型号，能够携带15KT的核弹头。
印度报业托拉斯报道称，“烈火-3”彈道导弹可以覆盖包括北京、上海等重要城市的中国大部分地区， 印度一位高官说是 “针对印度头号敌人——中華人民共和國”。

## 试射
2006年7月9日上午11点05分，印度军方在南部奥里萨邦的惠勒岛发射一枚该型导弹，第二级没有按时脱落，发射后5分钟、飞行了1000公里(不到三分之一射程)后跌落在印度洋中。

2007年4月12日，印度奥里萨邦的钱迪普尔导弹发射场成功试射一枚烈火-3彈道导弹。

烈火系列导弹射程

2019年11月30日，该导弹进行了首次夜间试验。据报道，测试以失败告终。导弹在飞行115公里（71英里）后开始偏离原定飞行轨迹，任务控制系统于是中止了飞行。制造缺陷被认为是故障的可能原因。